# 2010년 동계 올림픽 스피드스케이팅 여자 단체 추월
2010년 동계 올림픽의 스피드 스케이팅 여자 팀 추월은 리치먼드 올림픽 오벌에서 2010년 2월 26일에 예선을 치르고 2월 27일에 결선을 치른다.

## 본선 통과 국가
- 캐나다
- 러시아
- 일본
- 독일
- 네덜란드
- 대한민국
- 미국
- 폴란드